# San Miguel Atlamajac
San Miguel Atlamajac är en ort i kommunen Temascalapa i delstaten Mexiko i Mexiko. Samhället hade 2 216 invånare vid folkräkningen 2020.

## Etymologi
Atlamajac är som så många andra äldre aztekiska namn relaterat till vatten. Det korrekta namnet är Atlamaxac i modern spanska men böjdes till atlamaxactli med betydelsen "plats där floden delar sig i många delar, i bäckar eller diken".

## Samhälle
San Miguel Atlamajac har fyra skolor, varav tre förskolor och en skola motsvarande gymnasium.